# Gaskamer (Tweede Wereldoorlog)

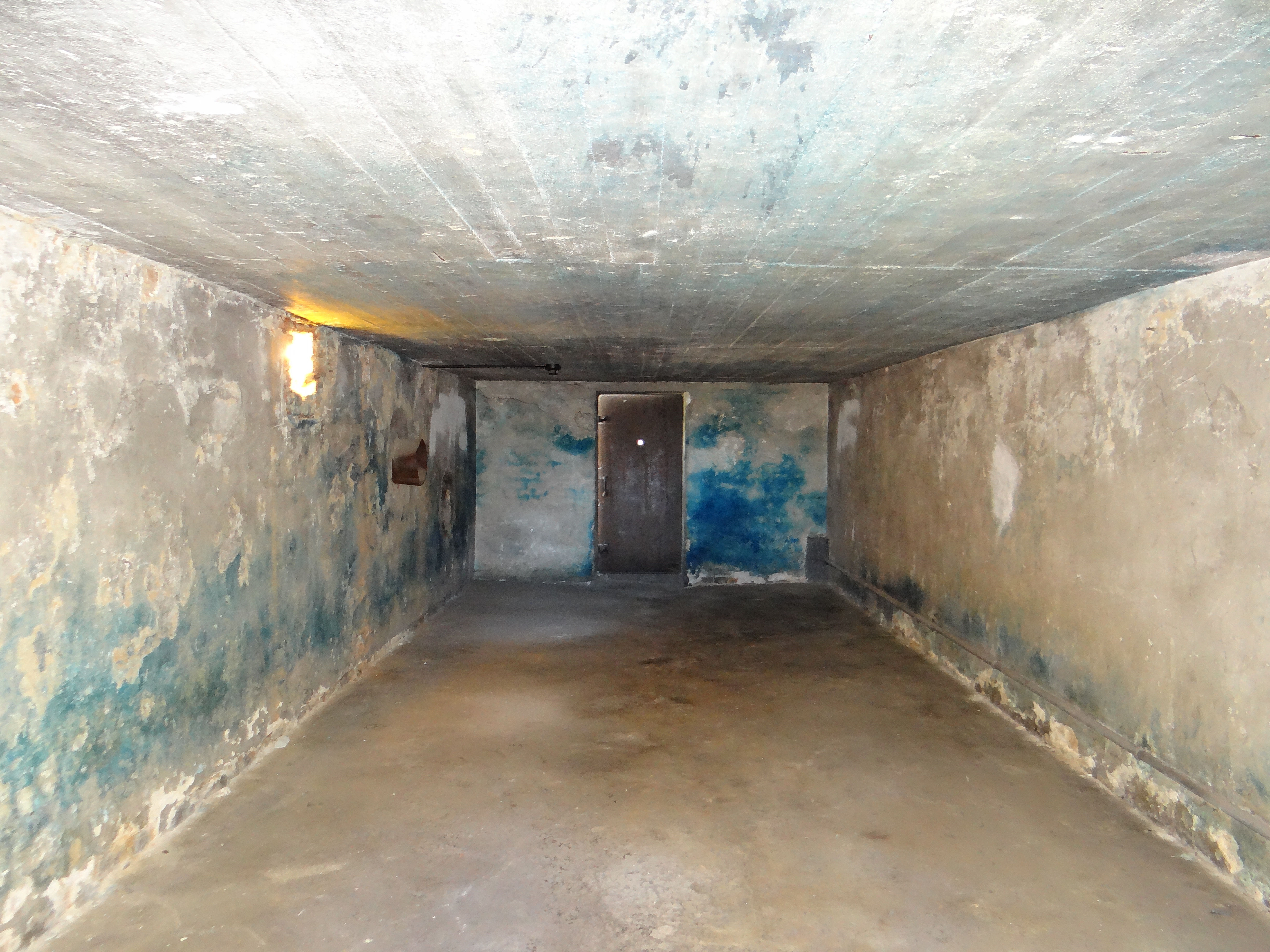
Gaskamer in Majdanek

Gaskamers in de Tweede Wereldoorlog waren afsluitbare ruimtes die door de nazi's gebouwd waren om op industriële wijze groepen Joden, Roma, gehandicapten en andere door het naziregime als ongewenst beschouwde personen in één keer door een giftig gas te vermoorden. Er zijn door de nazi's in de gaskamers miljoenen mensen vermoord.
Als gas werd koolstofmonoxide of het pesticide Zyklon B gebruikt. Gaskamers maakten vaak deel uit van een groter complex met crematoria (Auschwitz-Birkenau en Majdanek), verbrandingsplaatsen of massagraven om de lichamen te vernietigen en faciliteiten om persoonlijke bezittingen van de slachtoffers toe te eigenen.

## Voorgeschiedenis
Vanaf 1939 werden in nazi-Duitsland en in de door de nazi's bezette gebieden in Oost-Europa op grote schaal krijgsgevangenen, verzetsstrijders, zigeuners, homoseksuelen, joden, geesteszieken en zwakzinnigen, en andersdenkenden zoals Jehova's getuigen, vermoord.
In aanvang gebeurde dat door de slachtoffers dood te schieten. Meestal stonden de slachtoffers voor grote, vaak door henzelf gegraven greppels waarna ze door een doodseskader een voor een werden doodgeschoten. De Duitse leiders vonden deze methode te duur (de kogels konden beter in de strijd gebruikt worden), er waren veel mensen voor nodig en het doodschieten van onschuldige mensen (waaronder veel kinderen) was mentaal belastend voor de deelnemers aan een doodseskader. De soldaten liepen grote kans om zenuwziek te worden. Daarom werd er gezocht naar methoden die goedkoper waren en waar de daders minder last van zouden hebben.
De nazi's experimenteerden met explosieven: gevangenen werden bij elkaar gedreven in een gebouw, waarna het gebouw werd opgeblazen. Deze methode was wel effectief in de zin dat geen van de slachtoffers de explosie overleefde, maar het opruimen van lichaamsdelen was minstens zo belastend als de executie van gevangenen. Men ging op zoek naar een methode waarmee men grote groepen mensen in één keer kon doden, zonder dat er bloed aan te pas kwam.

## Experimenten met uitlaatgassen
In de jaren 1930 gebruikten de nazi's al koolmonoxide (vaak uitlaatgassen van vrachtauto's) voor het systematisch vermoorden van lichamelijk en geestelijk gehandicapten. Dit werd eufemistisch het euthanasieprogramma genoemd. Christian Wirth ontwikkelde deze praktijk verder met een als doucheruimte vermomde gaskamer. Deze methode van vergassen ging men ook toepassen op gevangenen in vernietigingskampen. Uitlaatgassen werden onder andere gebruikt in Sobibór en Treblinka. Ook richtten de Duitsers bijvoorbeeld in Chełmno in vrachtwagens mobiele gaskamers in. De joden werd verteld dat ze "op transport" gingen per vrachtwagen, vervolgens werden de uitlaatgassen de laadruimte ingeleid. De wagen reed intussen naar een massabegraafplaats. Aan deze methode kleefden nog steeds nadelen. Het duurde nog steeds vrij lang (ca. 20 minuten), en de bestuurder kon de gevangenen horen roepen en bonzen wanneer ze zich realiseerden dat ze vergast werden.

## Gaskamers vanaf 1941

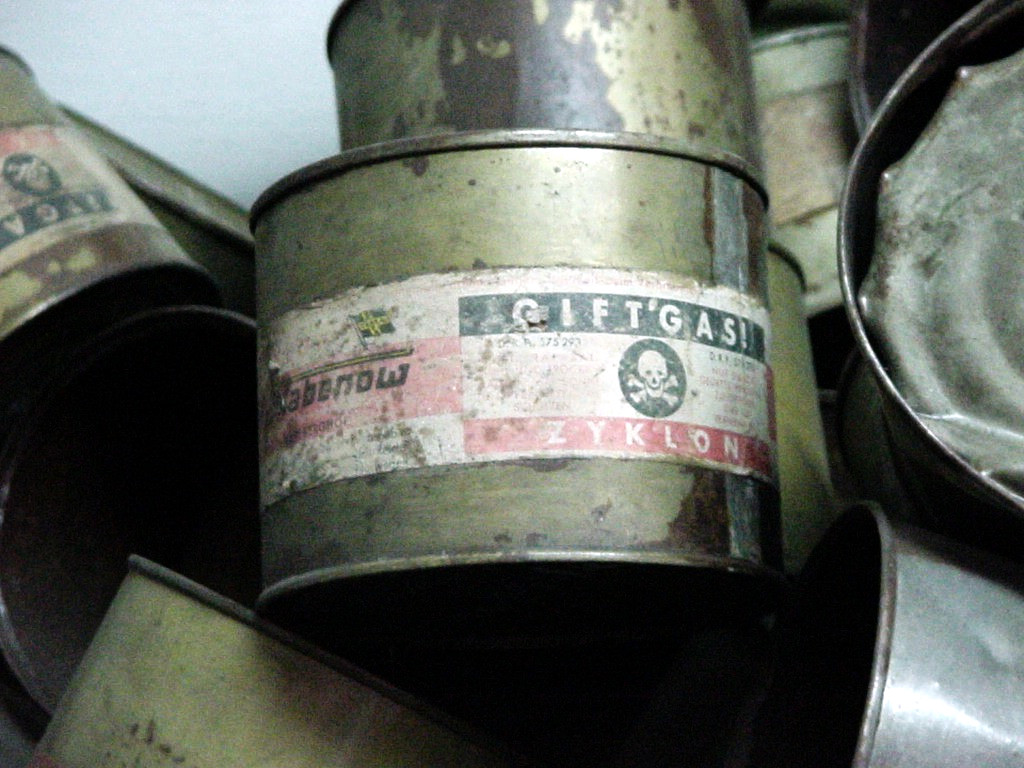
Lege Zyklon B blikken gevonden in Auschwitz

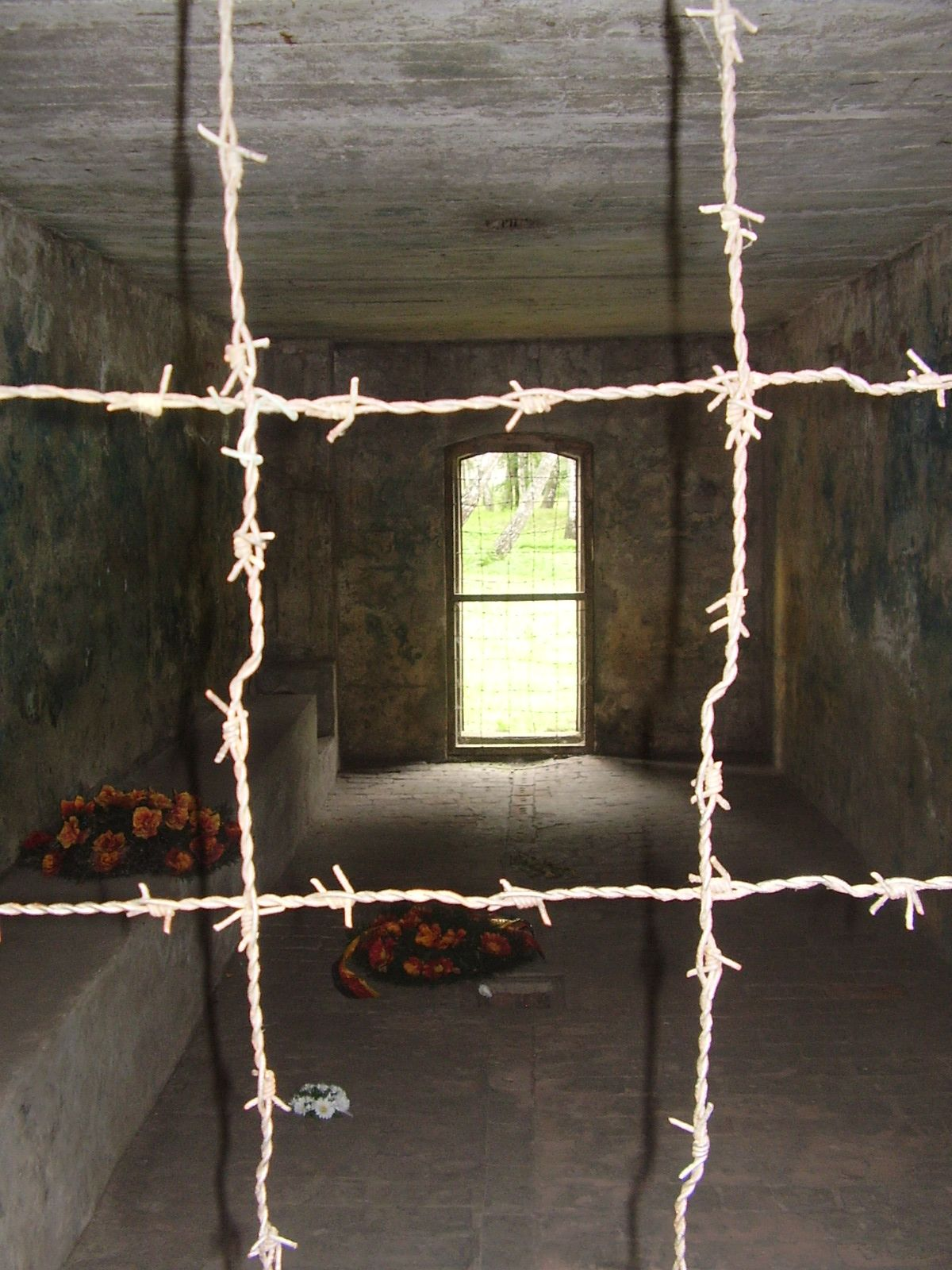
Gaskamer in Stutthof bij het huidige Sztutowo

De eerste gaskamers die werden gebruikt stonden in Bernburg, waar de vergassingen met koolmonoxide plaatsvonden. In eerste instantie werden hier verstandelijk gehandicapten vermoord. Vervolgens ging men ertoe over om concentratiekampgevangenen die door ontberingen niet meer in staat waren om te werken te vergassen. Het was een traagwerkend proces, zodat de gevangenen zich er goed bewust van waren wat er gebeurde en erg leden. De vergassingen werden vaak gefilmd. Op deze manier zijn enkele duizenden gevangenen om het leven gebracht.
Op 5 juni 1942 startte een programma om enkele honderden gevangenen uit Neuengamme te vergassen. Er zaten 45 Nederlanders bij, allen communisten; ongeveer de helft was van Joodse afkomst. Ze werden in de periode tot 2 juli 1942 in alfabetische volgorde vergast. De eerste twee vergaste Nederlanders waren de uit Amsterdam afkomstige Jacob Joseph Abrahamson en Gerardus Cornelis Hendricus Arkenbout; Abrahamson was van Joodse afkomst, Arkenbout niet. De nabestaanden kregen een standaard overlijdensbericht, dat al een dag van tevoren bij hun vertrek uit Neuengamme was klaargemaakt. Meestal werd Lungenentzündung of Versagen von Herz und Kreislauf bei chron. Magen und Darmkatarrh als gefingeerde doodsoorzaak opgegeven.
Experimenten met blauwzuur vonden voor het eerst plaats in Auschwitz. Een van de bewakers van het kamp was op het idee gekomen om dit gas — dat al in het kamp gebruikt werd voor ontluizing van kleding — toe te passen op de gevangenen. Na enig geëxperimenteer werd in september 1941 gekozen voor Zyklon B, dat bij contact met lucht in een voldoende warme omgeving verdampt tot blauwzuur. Zyklon B was goedkoop, het was makkelijk te vervoeren en de gevangenen overleden snel en zonder zichtbaar bloedvergieten.

## Werkwijze
Bij aankomst in een vernietigingskamp werden de gevangenen meestal gescheiden. Indien er behoefte was aan arbeidskrachten werden jongvolwassen gezonde mannen en vrouwen gesplitst en moesten ze wederom een test afleggen, volledig naakt voor de bewakers staan. De bewakers gingen alles controleren met het lichaam en of ze in staat waren om te werken. Ook moesten ze uithoudingstesten doen. Zo wilden de bewakers zien of ze goed genoeg waren om het zware werk aan te kunnen. Moeders, kinderen, bejaarden en zieken werden apart gehouden voor de gaskamer. In andere gevallen werd iedereen zonder meer direct naar de gaskamers geleid en binnen enkele uren na aankomst vergast.
De slachtoffers werden door Sonderkommando's naar een kleedruimte geleid, waar hen werd meegedeeld dat ze gewassen en ontluisd zouden worden. Het voordeel van die werkwijze was dat men achteraf de lijken niet hoefde uit te kleden. Bovendien waren de slachtoffers handelbaarder wanneer ze niet vermoedden dat ze vermoord zouden worden. Men moest alle kleding en kostbaarheden achterlaten en werd verzocht kleding bij elkaar te leggen en schoenen aan de veters vast te binden, zodat iedereen zijn eigendommen na het douchen terug zou vinden. Om de schijn hoog te houden kreeg ieder een stuk zeep mee, soms ook een handdoek, en waren de gaskamers in sommige gevallen ingericht als doucheruimtes, met tegelvloeren en -wanden, en (niet-werkende) douchekoppen.
Bewakers en leden van het Sonderkommando hielpen soms de slachtoffers (vooral kinderen) met uitkleden en vertelden geruststellende (maar verzonnen) verhalen over het kampleven. De slachtoffers verkeerden dan ook tot het laatst in de veronderstelling dat ze zouden worden gedoucht en ontluisd. In vernietigingskamp Treblinka werden mensen via de Himmelstrasse naakt naar de gaskamers gejaagd, tussen Oekraïners en SS'ers door, die uitblonken in sadisme.
Toch waren er slachtoffers die de truc doorzagen, of doordat ze al bekend waren met de geruchten, of door inconsistenties in de verhalen van de bewakers. Sommigen reageerden door in paniek te raken of te schreeuwen, waarop ze door bewakers apart werden genomen en doodgeschoten. Anderen speelden desondanks het spelletje mee, wetend dat ze er toch niets meer aan konden veranderen, en trachtten hun kinderen te troosten en gerust te stellen in hun laatste levensminuten. Sommigen probeerden (tevergeefs) hun leven te redden door de bewakers te smeken of nog ondergedoken familieleden te verraden.
Terwijl de gevangenen verbaasd naar de douchekoppen keken waar geen water uitkwam, werden Zyklon B-pellets naar binnen geworpen door dakluiken waarna door contact met lucht het giftige blauwzuur ontstond. Anders dan vaak wordt beweerd kwam het gas dus niet uit de douchekoppen, die zaten er alleen maar om de schijn op te houden. Terwijl het gas zijn werk deed, doorzocht het Sonderkommando de kleding naar kostbaarheden. Na 20 à 30 minuten was iedereen overleden, hoewel de meesten vrijwel direct door het gas bevangen raakten en het bewustzijn verloren. Hierop schoren gevangenen met gasmaskers de lijken en ontdeden hen van kostbaarheden en gouden kronen. Vervolgens werden de slachtoffers in het naburige crematorium gecremeerd. Degenen die nog tekenen van leven vertoonden werden soms doodgeschoten maar ook wel levend naar het crematorium gebracht.
Veel gaskamers hadden kijkgaten waardoor de vergassingen konden worden gadegeslagen, in de regel door de kampcommandant. Rudolf Höss heeft aldus zeer veel vergassingen gadegeslagen en hier verslag van gedaan. Soms bezochten hoge partijleden het kamp en sloegen een vergassing gade, waarna ze meestal stil en onder de indruk waren. Volgens Höss schrok zelfs Adolf Eichmann van de vergassingen, en zouden er maar weinigen 'gehard genoeg' zijn om zijn plaats in te nemen. Zelf achtte Höss het absoluut noodzakelijk om 'met ijzeren vastbeslotenheid' de orders van Hitler uit te voeren.

## Bekendheid
Zelfs toen het nieuws van het bestaan van de gaskamers langzaamaan bekend werd, weigerden veel mensen te geloven dat de gaskamers bestonden.
Eind 2008 werden in een Berlijns appartement 28 oorspronkelijke bouwplannen daterend van 1941 tot 1944 van Auschwitz teruggevonden voorzien van handtekeningen van verantwoordelijken van de SS met de initialen van Heinrich Himmler. De tekening van de kelderverdieping van crematorium II toont de sokkels voor de door Topf und Söhne geleverde verbrandingsovens.